# Pasmajärvi (sjö i Finland, Lappland, lat 68,37, long 24,30)
Pasmajärvi är en sjö i Finland. Den ligger i kommunen Enontekis i landskapet Lappland, i den norra delen av landet, 900 km norr om huvudstaden Helsingfors. Pasmajärvi ligger 300 meter över havet. Arean är 5,64 kvadratkilometer och strandlinjen är 17,63 kilometer lång. Sjön  ingår i Kemi älvs huvudavrinningsområde.   
I övrigt finns följande i Pasmajärvi:
- Ylijoensaari (en ö)
- Haikaransaari (en ö)
- Petsalmensaari (en ö)
- Kovatuslahdensaari (en ö)

I övrigt finns följande vid Pasmajärvi:
- Angelijärvi (en sjö)
- Vähäjärvi (en sjö)